# Annamanum griseolum
Annamanum griseolum är en skalbaggsart som först beskrevs av Bates 1884.  Annamanum griseolum ingår i släktet Annamanum och familjen långhorningar. Inga underarter finns listade i Catalogue of Life.